# Élections législatives slovaques de 2002
Les élections législatives slovaques de 2002 (en slovaque : Voľby do Národnej rady Slovenskej republiky v roku 2002) se tiennent le vendredi 20 et le samedi 21 septembre 2002, afin d'élire les 150 députés de la IIIe législature du Conseil national de la République slovaque, pour un mandat de quatre ans.

## Contexte: l'alliance contre Vladimír Mečiar
Aux élections législatives des 25 et 26 septembre 1998, le Mouvement pour une Slovaquie démocratique (HZDS) de Vladimír Mečiar, au pouvoir depuis 1992, à l'exception de quelques mois en 1994, était de nouveau arrivé en tête avec 27 % des voix, mais sa coalition avait perdu sa majorité au Conseil national avec 36 % des suffrages.
La Coalition démocratique slovaque (SDK), rassemblant des personnalités issues de plusieurs partis de centre droit et de centre gauche, emmenée par l'ancien ministre des Transports Mikuláš Dzurinda, était parvenue à talonner le HZDS avec 26,3 % des voix. En vue d'empêcher le maintien au pouvoir du président du gouvernement sortant, la SDK avait formé une large alliance avec le Parti de la gauche démocratique (SDĽ), le Parti de la coalition hongroise (SMK-MKP) et le Parti de l'entente civique (SOP), forte de 93 sièges.
En 2000, une partie des membres de la SDK, sous la direction du président du gouvernement, ont fondé l'Union démocrate et chrétienne slovaque (SDKÚ), parti à la fois conservateur et libéral, tandis que l'année précédente, Robert Fico, figure la plus populaire du SDĽ, avait fait scission afin de créer Direction (SMER), nouveau parti d'idéologie social-démocrate.

## Mode de scrutin
Le Conseil national de la République slovaque se compose de cent cinquante députés, élus pour quatre ans au suffrage universel direct. Ils sont désignés selon un mode de scrutin proportionnel plurinominal utilisant la répartition au plus fort reste, dans une circonscription unique correspondant au territoire national. Pour pouvoir siéger à l'assemblée, une liste doit recueillir au moins 5 % des suffrages exprimés.

## Principaux partis et chefs de file
| Parti | Parti                                                                              | Chef de file                                 | Idéologie                                                 | Résultat en 1998           |
| ----- | ---------------------------------------------------------------------------------- | -------------------------------------------- | --------------------------------------------------------- | -------------------------- |
|       | Mouvement pour une Slovaquie démocratique Hnutie za demokratické Slovensko         | Vladimír Mečiar                              | Attrape-tout Nationalisme, populisme                      | 27,0 % des voix 43 députés |
|       | Parti de la gauche démocratique Strana demokratickej ľavice                        | Jozef Migaš                                  | Centre gauche Social-démocratie                           | 14,7 % des voix 23 députés |
|       | Parti de la coalition hongroise Strana maďarskej koalície – Magyar Koalíció Pártja | Béla Bugár                                   | Centre droit Conservatisme                                | 9,1 % des voix 15 députés  |
|       | Parti national slovaque Slovenská národná strana                                   | Ján Slota                                    | Extrême droite Nationalisme, populisme, euroscepticisme   | 9,1 % des voix 14 députés  |
|       | Mouvement chrétien-démocrate Kresťanskodemokratické hnutie                         | Ján Čarnogurský (Ministre de la Justice)     | Centre droit Démocratie chrétienne, conservatisme         | Absent                     |
|       | Direction SMER                                                                     | Robert Fico                                  | Centre gauche Social-démocratie                           | Inexistante                |
|       | Union démocrate et chrétienne slovaque Slovenská Demokratická a Krestanská Únia    | Mikuláš Dzurinda (Président du gouvernement) | Centre droit Démocratie chrétienne, libéral-conservatisme | Inexistante                |

## Résultats
|                           |                                                     |           |       |       |        |               |  |  |  |
| Parti                     | Parti                                               | Voix      | %     | +/-   | Sièges | +/-           |  |  |  |
|                           | Mouvement pour une Slovaquie democratique (HZDS)    | 569 691   | 19,50 | 7,50  | 36     | 7             |  |  |  |
|                           | Union démocrate et chrétienne slovaque (SDKÚ)       | 433 953   | 15,09 | Nv.   | 28     | 28            |  |  |  |
|                           | Direction (SMER)                                    | 387 100   | 13,46 | Nv.   | 25     | 25            |  |  |  |
|                           | Parti de la coalition hongroise (SMK-MKP)           | 321 069   | 11,16 | 2,04  | 20     | 5             |  |  |  |
|                           | Mouvement chrétien-démocrate (KDH)                  | 237 202   | 8,25  | Abs.  | 15     | 15            |  |  |  |
|                           | Alliance du nouveau citoyen (ANO)                   | 230 309   | 8,01  | Nv.   | 15     | 15            |  |  |  |
|                           | Parti communiste slovaque (KSS)                     | 181 872   | 6,32  | 3,53  | 11     | 11            |  |  |  |
|                           | Vrai Parti national slovaque (PSNS)                 | 105 084   | 3,65  | Nv.   | 0      | en stagnation |  |  |  |
|                           | Parti national slovaque (SNS)                       | 95 633    | 3,32  | 5,75  | 0      | 14            |  |  |  |
|                           | Mouvement pour la démocratie (HZD)                  | 94 324    | 3,28  | Nv.   | 0      | en stagnation |  |  |  |
|                           | Alternative sociale-démocrate (SDA)                 | 51 649    | 1,79  | Nv.   | 0      | en stagnation |  |  |  |
|                           | Parti de la gauche démocratique (SDĽ)               | 39 163    | 1,36  | 13,30 | 0      | 23            |  |  |  |
|                           | Parti vert (SZ)                                     | 28 365    | 0,99  | Nv.   | 0      | en stagnation |  |  |  |
|                           | Parti civique indépendant pour les chômeurs (NOSNP) | 26 205    | 0,91  | Nv.   | 0      | en stagnation |  |  |  |
|                           | Union des travailleurs de Slovaquie (ZRS)           | 15 755    | 0,55  | 0,75  | 0      | en stagnation |  |  |  |
|                           | Femmes et famille (ŽAR)                             | 12 646    | 0,44  | Nv.   | 0      | en stagnation |  |  |  |
|                           | Parti conservateur civique (OKS)                    | 9 422     | 0,33  | Nv.   | 0      | en stagnation |  |  |  |
|                           | Parti des travailleurs (ROSA)                       | 8 699     | 0,30  | Nv.   | 0      | en stagnation |  |  |  |
|                           | Initiative civique rom (ROISR)                      | 8 420     | 0,29  | Nv.   | 0      | en stagnation |  |  |  |
|                           | Parti pour les droits civils démocratiques (SDPO)   | 6 716     | 0,23  | Nv.   | 0      | en stagnation |  |  |  |
|                           | Bloc de gauche (ĽB)                                 | 6 441     | 0,22  | Nv.   | 0      | en stagnation |  |  |  |
|                           | Mouvement politique des Roms en Slovaquie (ROMA)    | 6 234     | 0,22  | Nv.   | 0      | en stagnation |  |  |  |
|                           | Autres partis                                       | 8 129     | 0,28  | –     | 0      | 55            |  |  |  |
|                           |                                                     |           |       |       |        |               |  |  |  |
| Suffrages exprimés        | Suffrages exprimés                                  | 2 875 081 | 98,69 |       |        |               |  |  |  |
| Votes blancs et invalides | Votes blancs et invalides                           | 38 186    | 1,31  |       |        |               |  |  |  |
| Total                     | Total                                               | 2 913 267 | 100   | –     | 150    | en stagnation |  |  |  |
| Abstentions               | Abstentions                                         | 1 244 535 | 29,93 |       |        |               |  |  |  |
| Inscrits/Participation    | Inscrits/Participation                              | 4 157 802 | 70,07 |       |        |               |  |  |  |

## Analyse
En remportant 42 % des voix et 78 députés, les forces de centre droit sortent vainqueur du scrutin, l'Union démocrate et chrétienne slovaque de Mikuláš Dzurinda arrivant directement en deuxième position, derrière le Mouvement pour une Slovaquie démocratique, qui poursuit son recul mais reste tout de même le premier parti du pays. Classée troisième, Direction prend la place du Parti de la gauche démocratique comme principal parti de centre gauche, sa progression étant identique à la chute du (SDĽ). Le scrutin voit également l'émergence de l'Alliance du nouveau citoyen, formation libérale dirigée par le président de la première chaîne télévisée privée de Slovaquie, et l'entrée au Parlement du Parti communiste slovaque, dont il était exclu depuis 1990.

## Conséquences
À la vue des résultats, le président de la République, Rudolf Schuster, appelle le président du gouvernement sortant, Mikuláš Dzurinda, à constituer le nouveau gouvernement. Celui-ci passe alors un accord de coalition avec le SMK-MKP, le KDH et l'ANO, étant reconduit dans ses fonctions le 16 octobre, environ trois semaines après les élections.